# Circunflejo suscrito
El acento circunflejo suscrito es un diacrítico del alfabeto latino derivado del acento circunflejo. Se utiliza en venda modificando las consonantes D, L, N y T A:‹Ḓḓ, Ḽḽ, Ṋṋ, Ṱṱ›, y en juǀʼhoa bajo las vocales A y O:‹A̭ a̭, O̭ o̭›. También se utiliza en determinados sistemas de transcripción fonética como el alfabeto fonético urálico bajo determinadas vocales: 'A̭ a̭, Ḙ ḙ, I̭ i̭, O̭ o̭, Ṷ ṷ.